# Résolution 111 du Conseil de sécurité des Nations unies
Membres permanents
- Chine (Taïwan)
- États-Unis
- France
- Royaume-Uni
- URSS

Membres non permanents
- Australie
- Belgique
- Cuba
- Iran
- Pérou
- Yougoslavie

Résolution no 110 Résolution no 112

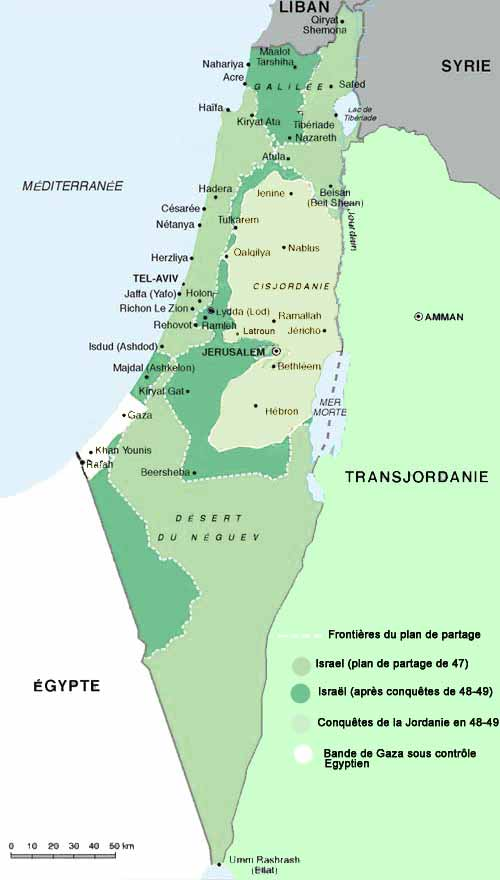
Carte d'Israël 1947-1949

La résolution 111 du Conseil de sécurité des Nations unies est une résolution du Conseil de sécurité des Nations unies adoptée le 19 janvier 1956.
Cette résolution, la première de l'année 1956, relative à la question de la Palestine, rappelant ses résolutions 54, 73, 93, 101 et 106, prenant en considération les déclarations d'Israël, de la Syrie et du chef d'état-major relatives à une action armée d'Israël contre la Syrie engagée le 11 décembre 1955, notant que cette action a été menée contrairement à la convention d'armistice existant entre les deux pays et s'étant faite au travers de la zone démilitarisée, bien que le chef d'état-major a noté que la Syrie entravait les activités d'Israël au Lac de Tibériade, 
- considère que l'action d'Israël n'est pas justifiée,
- rappelle à Israël que le Conseil de sécurité a déjà condamné de telles actions militaires et demande que des mesures soient prises pour en éviter de nouvelles,
- condamne l'action du 11 décembre 1955 comme étant contraire aux obligations d'Israël,
- exprime son inquiétude,
- invite Israël à satisfaire à ses obligations,
- invite les deux parties à respecter la ligne de démarcation et la zone démilitarisée,
- requiert le chef d'état-major à poursuivre la mise en œuvre de ses suggestions en vue d'améliorer la situation dans la région du lac de Tibériade,
- invite les parties à prendre contact avec le chef d'état-major en vue d'un échange des prisonniers,
- invite les deux parties à prendre contact avec le chef d'état-major en vue de coopérer dans tous les domaines et à exécuter de bonne foi toutes les dispositions de la convention d'armistice.

La résolution a été adoptée à l'unanimité.

## Texte
- Résolution 111 sur fr.wikisource.org
- Résolution 111 sur en.wikisource.org